# バセク・ポシュピシル
- バセク・ポスピシル
- バセック・ポスピシル
- バセック・ポスピショル

バセク・ポシュピシル（Vasek Pospisil, [ˈvæʃɪk ˈpɒspɪsɪl] VASH-ik POS-pih-sil ; チェコ語: Vašek Pospíšil, チェコ語: [ˈvaʃɛk ˈpospiːʃɪl]; 1990年6月23日 - ）は、カナダ・ブリティッシュコロンビア州ヴァーノン出身のチェコ系カナダ人男子プロテニス選手。これまでにATPツアーでシングルスの優勝はないが、ダブルスで7勝を挙げている。自己最高ランキングはシングルス25位、ダブルス4位。身長193cm。右利き、バックハンド・ストロークは両手打ち。
2014年ウィンブルドン選手権男子ダブルスでジャック・ソックとペアを組んで優勝。また2015年BNPパリバ・オープン男子ダブルスでも優勝している。

## 選手経歴

### 2007年 プロ転向
5歳でテニスを始め、2007年にプロに転向。

### 2008年 デビス杯参戦
2008年からデビスカップカナダ代表として出場している。

### 2011年 グランドスラム初出場
4大大会では2011年全米オープンで予選を勝ち上がり初出場した。1回戦でルカシュ・ロソルを6-1, 6-2, 6-1で破って初戦を突破し2回戦でフェリシアーノ・ロペスに7-5, 4-6, 6-7(3), 6-7(5)で敗れた。
9月のイスラエルとのデビスカップワールドグループプレーオフではシングルスとダブルスで3勝を挙げカナダのワールドグループ復帰に貢献した。

### 2012年 ロンドン五輪初出場
2012年7月のロンドン五輪でオリンピックに初出場した。シングルス1回戦ではスペインのダビド・フェレールに4-6, 4-6で敗れた。ダニエル・ネスターと組んだダブルスではセルビアのヤンコ・ティプサレビッチ/ネナド・ジモニッチ組に4-6, 7-6(5), 9-11で敗れた。

### 2013年 マスターズベスト4
2013年は地元のロジャーズ・カップ3回戦で当時6位のトマーシュ・ベルディハを7-5, 2-6, 7-6(5)で破って勝ち上がりベスト4に進出した。準決勝ではミロシュ・ラオニッチとのカナダ対決になり4-6, 6-1, 6-7(4)で敗れマスターズ大会の決勝進出を逃した。デビスカップでは準決勝でセルビアと対戦した。2勝2敗で迎えた最終戦でヤンコ・ティプサレビッチに6-7(3), 2-6, 6-7(6)で敗れカナダは初の決勝進出を逃した。10月のスイス・インドアでもベスト4に進出した。

### 2014年 ウィンブルドンダブルス初優勝
2014年全豪オープン男子シングルスでは第28シードに選ばれ4大大会で初めてシード選手となった。2回戦でマシュー・エブデンを3-6, 7-6(6), 7-6(9), 6-1で破り初めて3回戦に進出した。しかし3回戦のスタニスラス・ワウリンカとの試合を怪我のため棄権した。
2014年ウィンブルドン選手権男子ダブルスではジャック・ソックとのダブルスで初めての決勝に進出した。決勝ではブライアン兄弟に7–6(5), 6–7(3), 6–4, 3–6, 7–5のフルセットで勝利し初優勝をウィンブルドンのダブルスで達成した。
8月のシティ・オープンでは3回戦で第1シードのトマーシュ・ベルディハを6-2, 6-4で勝利、準決勝で第6シードのリシャール・ガスケを破り6-7(5), 6-3, 7-5で勝利し、シングルス初の決勝進出を果たすが、ミロシュ・ラオニッチに1-6, 4-6で敗れた。

### 2015年 ウィンブルドンベスト8 マスターズダブルス初優勝
第8シードでジャック・ソックと出場した2015年BNPパリバ・オープン男子ダブルスでは決勝で2015年全豪優勝したボレッリ/フォニーニ組を6-4, 6-7, 10-7で勝利しマスターズ1000初優勝。続くマイアミ・オープンでは決勝まで進出するも第1シードのブライアン兄弟組に敗れた。
2015年ウィンブルドン選手権男子シングルスで自身グランドスラムシングルス初のベスト8進出を果たす。

### 2016年 全豪ダブルスベスト8
2016年リオデジャネイロオリンピックの男子ダブルスではダニエル・ネスターと組んで準決勝に進出。準決勝でマルク・ロペス/ラファエル・ナダル組に、3位決定戦でスティーブ・ジョンソン/ジャック・ソック組に敗れ4位。

### 2017年
2017年BNPパリバ・オープンでは2回戦で世界ランク1位のアンディ・マリーに6-4, 7-6(5)で勝利した。

## ATPツアー決勝進出結果

### シングルス: 3回 (0勝3敗)
| 大会グレード                    |
| グランドスラム (0–0)            |
| ATPファイナルズ (0–0)           |
| ATPツアー・マスターズ1000 (0–0) |
| ATPツアー・500シリーズ (0–1)    |
| ATPツアー・250シリーズ (0–2)    |

| サーフェス別タイトル |
| ハード (0–3)         |
| クレー (0–0)         |
| 芝 (0–0)             |
| カーペット (0–0)     |

| 結果   | No. | 決勝日         | 大会           | サーフェス    | 対戦相手             | スコア           |
| ------ | --- | -------------- | -------------- | ------------- | -------------------- | ---------------- |
| 準優勝 | 1.  | 2014年8月3日   | ワシントンD.C. | ハード        | ミロシュ・ラオニッチ | 1–6, 4–6         |
| 準優勝 | 2.  | 2020年2月9日   | モンペリエ     | ハード (室内) | ガエル・モンフィス   | 5–7, 3–6         |
| 準優勝 | 3.  | 2020年11月14日 | ソフィア       | ハード (室内) | ヤニック・シナー     | 4–6, 6–3, 6–7(3) |

### ダブルス: 15回 (7勝8敗)
| 結果   | No. | 決勝日         | 大会                 | サーフェス    | パートナー           | 対戦相手                                          | スコア                        |
| ------ | --- | -------------- | -------------------- | ------------- | -------------------- | ------------------------------------------------- | ----------------------------- |
| 優勝   | 1.  | 2014年7月5日   | ウィンブルドン       | 芝            | ジャック・ソック     | ボブ・ブライアン マイク・ブライアン               | 7–6(5), 6–7(3), 6–4, 3–6, 7–5 |
| 優勝   | 2.  | 2014年7月27日  | アトランタ           | ハード        | ジャック・ソック     | スティーブ・ジョンソン サム・クエリー             | 6–3, 5–7, [10–5]              |
| 準優勝 | 1.  | 2014年8月17日  | シンシナティ         | ハード        | ジャック・ソック     | ボブ・ブライアン マイク・ブライアン               | 3–6, 2–6                      |
| 準優勝 | 2.  | 2014年10月5日  | 北京                 | ハード        | ジュリアン・ベネトー | ジャン＝ジュリアン・ロイヤー ホリア・テカウ       | 7–6(6), 5–7, [5–10]           |
| 優勝   | 3.  | 2014年10月26日 | バーゼル             | ハード (室内) | ネナド・ジモニッチ   | マリン・ドラガニャ ヘンリ・コンティネン           | 7–6(13), 1–6, [10–5]          |
| 優勝   | 4.  | 2015年3月21日  | インディアンウェルズ | ハード        | ジャック・ソック     | シモーネ・ボレッリ ファビオ・フォニーニ           | 6–4, 6–7(3), [10–7]           |
| 準優勝 | 3.  | 2015年4月4日   | マイアミ             | ハード        | ジャック・ソック     | ボブ・ブライアン マイク・ブライアン               | 3–6, 6–1, [8–10]              |
| 優勝   | 5.  | 2015年10月12日 | 北京                 | ハード        | ジャック・ソック     | ダニエル・ネスター エドゥアール・ロジェ＝バセラン | 3–6, 6–3, [10–6]              |
| 準優勝 | 4.  | 2015年11月8日  | パリ                 | ハード (室内) | ジャック・ソック     | イワン・ドディグ マルセロ・メロ                   | 6–2, 3–6, [5–10]              |
| 優勝   | 6.  | 2016年2月14日  | ロッテルダム         | ハード (室内) | ニコラ・マユ         | フィリップ・ペッシュナー アレクサンダー・ペヤ     | 7–6(2), 6–4                   |
| 準優勝 | 5.  | 2016年3月19日  | インディアンウェルズ | ハード        | ジャック・ソック     | ニコラ・マユ ピエール＝ユーグ・エルベール         | 3–6, 6–7(5)                   |
| 準優勝 | 6.  | 2016年5月15日  | ローマ               | クレー        | ジャック・ソック     | ボブ・ブライアン マイク・ブライアン               | 6–2, 3–6, [7–10]              |
| 準優勝 | 7.  | 2017年1月6日   | ドーハ               | ハード        | ラデク・ステパネク   | ジェレミー・シャルディー ファブリス・マルタン     | 4–6, 6–7(3)                   |
| 優勝   | 7.  | 2020年2月23日  | マルセイユ           | ハード        | ニコラ・マユ         | ウェスリー・クールホフ ニコラ・メクティッチ       | 6–3, 6–4                      |

## 4大大会成績
略語の説明
| W | F | SF | QF | #R | RR | Q# | LQ | A | Z# | PO | G | S | B | NMS | P | NH |

W=優勝, F=準優勝, SF=ベスト4, QF=ベスト8, #R=#回戦敗退, RR=ラウンドロビン敗退, Q#=予選#回戦敗退, LQ=予選敗退, A=大会不参加, Z#=デビスカップ/BJKカップ地域ゾーン, PO=デビスカップ/BJKカッププレーオフ, G=オリンピック金メダル, S=オリンピック銀メダル, B=オリンピック銅メダル, NMS=マスターズシリーズから降格, P=開催延期, NH=開催なし.

### シングルス
| 大会           | 2011 | 2012 | 2013 | 2014 | 2015 | 2016 | 2017 | 2018 | 2019 | 2020 | 通算成績 |
| -------------- | ---- | ---- | ---- | ---- | ---- | ---- | ---- | ---- | ---- | ---- | -------- |
| 全豪オープン   | A    | Q2   | A    | 3R   | 3R   | 1R   | Q1   | 1R   | A    | 1R   | 4–5      |
| 全仏オープン   | A    | 1R   | 1R   | 1R   | 1R   | 1R   | A    | 1R   | A    | 1R   | 0–7      |
| ウィンブルドン | Q2   | 1R   | 2R   | 1R   | QF   | 1R   | 1R   | 1R   | 1R   | NH   | 5–8      |
| 全米オープン   | 2R   | Q1   | 1R   | 1R   | 1R   | 2R   | 1R   | 2R   | 2R   | 4R   | 7–9      |

※: 2014年全豪3回戦の不戦敗は通算成績に含まない

### ダブルス
| 大会           | 2013 | 2014 | 2015 | 2016 | 2017 | 2018 | 2019 | 2020 | 通算成績 |
| -------------- | ---- | ---- | ---- | ---- | ---- | ---- | ---- | ---- | -------- |
| 全豪オープン   | A    | 1R   | 2R   | QF   | 1R   | 1R   | A    | 1R   | 3–6      |
| 全仏オープン   | A    | 1R   | QF   | 2R   | A    | 1R   | A    | 2R   | 5–5      |
| ウィンブルドン | 3R   | W    | 3R   | 3R   | 2R   | 1R   | 2R   | NH   | 14–6     |
| 全米オープン   | 3R   | 3R   | 1R   | 1R   | A    | A    | 1R   | A    | 4–5      |